# Qara Hülegü
Qara Hülegü (1221 - 1252) fue el dirigente del ulus del Kanato de Chagatai (1242 - 1246, 1252). Era hijo  de Mutukan (muerto durante el asedio de Bamiyán de 1221), y nieto de Chagatai Kan.

## Biografía
Igual que Ogodei, fue designado por Chagatai para convertirse en kan. Dado que aún era joven, Ebuskun actuó como regente en su lugar hasta que pudiera asumir el mando. Sin embargo, con Qara Hülegü ya instituido como kan, el Gran Kan Guyuk, buscando afianzarse en el poder, lo depuso en 1246 y lo reemplazó por uno de sus tíos (de Qara Hülegü), Yesü Möngke.
Aun así, tras el ascenso del sucesor de Guyuk, Möngke Kan, Qara Hülegü obtuvo el favor del Gran Kan por el apoyo que le prestó en sus purgas contra la familia de Ogodei. Fue restaurado a su posición en el Kanato de Chagatai, pero murió antes de llegar a regresar a su reino. Mongke permitió que la mujer de Qara Hülegü, Orghana Khatun, asumiera el papel de regente. Qara Hülegü fue posteriormente sucedido por su hijo Mubarak Shah.